# Język ekari
Język ekari (a. ekagi), także: kapauku, me, me mana (a. mee mana), tapiro – język transnowogwinejski używany w indonezyjskiej prowincji Papua, przez członków ludu Ekari (Me). Według danych z 1985 roku posługuje się nim 100 tys. osób. Zamieszkują rejon trzech jezior: Paniai, Tage i Tigi.
Wykazuje znaczne zróżnicowanie dialektalne, co wynika z izolacji geograficznej poszczególnych grup ludu Ekari. Według serwisu Ethnologue dzieli się na cztery dialekty: simori, yabi (jabi), mapiya-kegata, mee.
Istnieją różne nazwy określające ludność Ekari i ich język. Nazwa „mee” znaczy dosłownie „ludzie”, a „kapauku” – „ludożercy” lub „ludność w głębi lądu” (ogólne określenie ludności górskiej w języku kamoro). Sami użytkownicy określają się jako „me”, a swój język nazywają „me mana”. Nazwy „ekari” i „ekagi” są zamiennymi wariantami, przy czym formą „ekari” posługują się osoby z zewnątrz.
Jest to jeden z najbardziej znaczących języków papuaskich w indonezyjskiej części Nowej Gwinei (pod względem liczby użytkowników). W użyciu jest również język indonezyjski. Występuje mieszany system liczbowy, z prawdopodobnymi wpływami języków austronezyjskich.
Od lat 40. XX w. powstawały opisy słownictwa i gramatyki tego języka, za sprawą działalności zachodnich misjonarzy. Jedne z pierwszych informacji nt. języka ekari zebrał P. Drabbe (1940, wydane w 1949) , ostatecznie sporządzając opracowanie gramatyczne (1952) . J. Steltenpool i P. van der Stap napisali podręcznik do gramatyki ekari, z poprawionymi danymi (1959). M.L. Doble również wydała pewne materiały gramatyczne (1962) oraz krótki słownik (1960) . Pierwszy obszerny słownik ukazał się w 1969 r. (J. Steltenpool) . Jest zapisywany alfabetem łacińskim.